# Mallada basalis
Mallada basalis är en insektsart som först beskrevs av Francis Walker 1853.
Mallada basalis ingår i släktet Mallada och familjen guldögonsländor. Inga underarter finns listade i Catalogue of Life.